# Hoa hậu Hoàn vũ 1995
Hoa hậu Hoàn vũ 1995 là cuộc thi Hoa hậu Hoàn vũ lần thứ 44 được tổ chức tại thành phố Windhoek, Namibia vào ngày 12 tháng 5 năm 1995. Có tổng cộng 84 thí sinh đã tham dự cuộc thi với chiến thắng thuộc về người đẹp Chelsi Smith, đến từ nước Hoa Kỳ.

## Kết quả

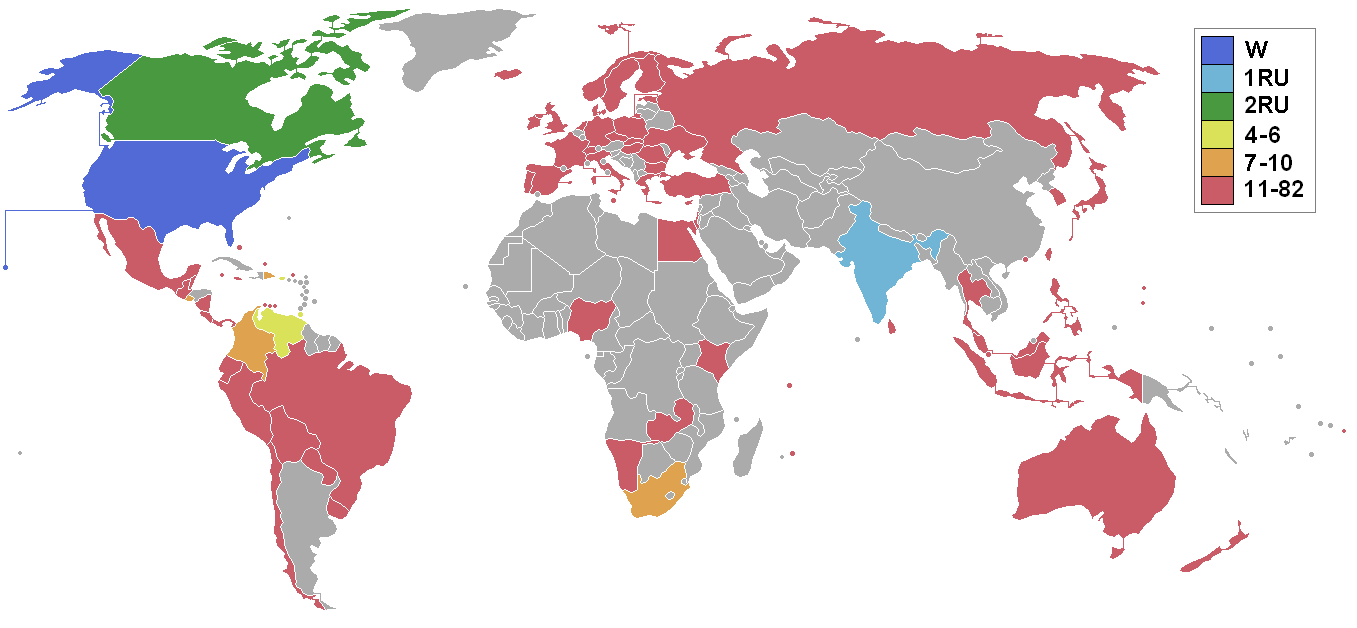
Các quốc gia và vùng lãnh thổ tham gia Hoa hậu Hoàn vũ 1995 và kết quả.

### Thứ hạng
| Kết quả              | Thí sinh |
| -------------------- | --- |
| Hoa hậu Hoàn vũ 1995 | - Hoa Kỳ – Chelsi Smith † |
| Á hậu 1              | - Ấn Độ – Manpreet Brar |
| Á hậu 2              | - Canada – Lana Buchberger |
| Top 6                | - Puerto Rico – Desiree Lowry - Trinidad và Tobago – Arlene Peterkin - Venezuela – Denyse Floreano                              |
| Top 10               | - Colombia – Tatiana Castro - Cộng hòa Dominica – Cándida Lara - El Salvador – Eleonora Carrillo - Nam Phi – Augustine Masilela |

### Thứ tự gọi tên
| 1. Colombia 2. Nam Phi 3. Canada 4. Trinidad và Tobago 5. Puerto Rico 6. Cộng hòa Dominica 7. Ấn Độ 8. Venezuela 9. El Salvador 10. Hoa Kỳ | 1. Trinidad và Tobago 2. Hoa Kỳ 3. Venezuela 4. Ấn Độ 5. Canada 6. Puerto Rico | 1. Ấn Độ 2. Hoa Kỳ 3. Canada |

## Các giải thưởng đặc biệt
| Giải thưởng                 | Thí sinh                       |
| --------------------------- | ------------------------------ |
| Hoa hậu Thân thiện          | - Nigeria – Toyin Raji         |
| Hoa hậu Ảnh                 | - Thụy Điển – Petra Hultgren   |
| Trang phục dân tộc đẹp nhất | - Tây Ban Nha – María Reyes    |
| Đại sứ Herbal Essences      | - Indonesia – Susanty Manuhutu |
| Mặc áo tắm Jantzen đẹp nhất | - Hoa Kỳ – Chelsi Smith        |
| Mái tóc đẹp nhất            | - Perú – Paola Dellepiane      |

## Hội đồng giám khảo
- Ann Magnuson - Nữ diễn viên, ca sĩ người Mỹ
- Zakes Mokae - Diễn viên người Mỹ gốc Nam Phi
- Lucero - Ca sĩ, diễn viên México
- Dan McVicar - Diễn viên người Mỹ
- Natasha Alexandrovna - Ngôi sao nhạc Pop Nga
- Phil Gallo - Nhà báo giải trí
- Vanessa Bell Calloway - Nữ diễn viên người Mỹ gốc Phi
- Peter Kwong - diễn viên, võ sĩ người Mỹ gốc Á
- Irene Sáez – Hoa hậu Hoàn vũ 1981 đến từ Venezuela
- Freddy Taylor - Diễn viên

### Chung kết
| \| Quốc gia/Vùng lãnh thổ \| Điểm Thi Bán Kết \| Phỏng vấn \| Áo tắm \| Dạ hội \| Trung bình bán kết \| \| ---------------------- \| ---------------- \| ---------- \| ---------- \| ---------- \| ------------------ \| \| Hoa Kỳ \| 9.343 (1) \| 9.639 (3) \| 9.719 (1) \| 9.656 (7) \| 9.671 (1) \| \| Ấn Độ \| 9.153 (9) \| 9.573 (4) \| 9.378 (8) \| 9.700 (3) \| 9.550 (6) \| \| Canada \| 9.160 (8) \| 9.538 (5) \| 9.598 (2) \| 9.789 (1) \| 9.641 (2) \| \| Trinidad và Tobago \| 9.313 (4) \| 9.499 (7) \| 9.515 (6) \| 9.674 (5) \| 9.563 (5) \| \| Puerto Rico \| 9.333 (2) \| 9.653 (2) \| 9.561 (5) \| 9.661 (6) \| 9.625 (3) \| \| Venezuela \| 9.210 (5) \| 9.499 (7) \| 9.566 (4) \| 9.705 (2) \| 9.590 (4) \| \| Nam Phi \| 9.143 (10) \| 9.525 (6) \| 9.348 (9) \| 9.688 (4) \| 9.520 (7) \| \| El Salvador \| 9.196 (7) \| 9.674 (1) \| 9.305 (10) \| 9.531 (10) \| 9.503 (8) \| \| Cộng hòa Dominica \| 9.200 (6) \| 9.219 (9) \| 9.573 (3) \| 9.573 (9) \| 9.455 (9) \| \| Colombia \| 9.330 (3) \| 9.020 (10) \| 9.430 (7) \| 9.599 (8) \| 9.350 (10) \| | Hoa hậu Á hậu 1 Á hậu 2 Top 6 Top 10 (#) Xếp hạng ở mỗi phần thi |            |            |            |                    |
| Quốc gia/Vùng lãnh thổ | Điểm Thi Bán Kết                                                 | Phỏng vấn  | Áo tắm     | Dạ hội     | Trung bình bán kết |
| Hoa Kỳ | 9.343 (1)                                                        | 9.639 (3)  | 9.719 (1)  | 9.656 (7)  | 9.671 (1)          |
| Ấn Độ | 9.153 (9)                                                        | 9.573 (4)  | 9.378 (8)  | 9.700 (3)  | 9.550 (6)          |
| Canada | 9.160 (8)                                                        | 9.538 (5)  | 9.598 (2)  | 9.789 (1)  | 9.641 (2)          |
| Trinidad và Tobago | 9.313 (4)                                                        | 9.499 (7)  | 9.515 (6)  | 9.674 (5)  | 9.563 (5)          |
| Puerto Rico | 9.333 (2)                                                        | 9.653 (2)  | 9.561 (5)  | 9.661 (6)  | 9.625 (3)          |
| Venezuela | 9.210 (5)                                                        | 9.499 (7)  | 9.566 (4)  | 9.705 (2)  | 9.590 (4)          |
| Nam Phi | 9.143 (10)                                                       | 9.525 (6)  | 9.348 (9)  | 9.688 (4)  | 9.520 (7)          |
| El Salvador | 9.196 (7)                                                        | 9.674 (1)  | 9.305 (10) | 9.531 (10) | 9.503 (8)          |
| Cộng hòa Dominica | 9.200 (6)                                                        | 9.219 (9)  | 9.573 (3)  | 9.573 (9)  | 9.455 (9)          |
| Colombia | 9.330 (3)                                                        | 9.020 (10) | 9.430 (7)  | 9.599 (8)  | 9.350 (10)         |

## Thí sinh tham gia
| - Aruba - Marie-Denise Herrlein - Úc - Jacqueline Shooter - Bahamas - Shammine Tenika Lindsay - Belize - Deborah Wade - Bolivia - Sandra Rivero Zimmermann - Bonaire - Donna Landwier - Brazil - Renata Aparecida Bessa Soares - Quần đảo Virgin (Anh) - Elaine Patricia Henry - Bulgaria - Boiana Dimitrova - Canada - Lana Buchberger - Quần đảo Cayman - Anita Lilly Bush - Chile - Paola Falcone Bacigalupo - Colombia - Tatiana Leonor Castro Abuchaibe - Quần đảo Cook - Tarita Brown - Costa Rica - Beatriz Alejandra Alvarado Mejía - Curaçao - Maruschka Jansen - Síp - Clara Davina Rainbow - Cộng hòa Séc - Eva Kotulanova - Đan Mạch - Tina Dam - Cộng hòa Dominica - Cándida Lara Betances - Ecuador - Radmila Pandzic Arapov - Ai Cập - Nadia Ezz - El Salvador - Eleonora Carrillo - Estonia - Enel Eha - Phần Lan - Heli Pirhonen - Pháp - Corine Laurent - Đức - Ilka Endres - Anh Quốc - Sarah-Jane Southwick - Hy Lạp - Helen Papaioannou - Guam - Alia Tui Stevens - Guatemala - Indira Lili Chinchilla Paz - Hồng Kông - Đàm Tiểu Hoàn - Hungary - Andrea Harsanyi - Iceland - Margret Skuladóttir Sigurz - Ấn Độ - Manpreet Brar - Indonesia - Susanty Manuhutu - Ireland - Anna Marie McCarthy - Israel - Jana Kalman - Ý - Alessandra Meloni - Jamaica - Justine Willoughby - Nhật Bản - Narumi Saeki | - Kenya - Josephine Wanjiku Mbatia - Hàn Quốc - Han Sung-joo - Malaysia - Suziela Binte Azrai - Malta - Sonia Massa - Mauritius - Marie Priscilla Mardaymootoo - Mexico - Luz Maria Zetina Lugo - Namibia - Patricia Burt - Hà Lan - Chantal van Woensel - New Zealand - Shelley Jeannine Edwards - Nicaragua - Linda Asalia Clerk Castillo - Nigeria - Toyin Raji - Quần đảo Bắc Mariana - Karah Kirschenheiter - Na Uy - Lena Sandvik - Panama - Michele Sage - Paraguay - Bettina Rosemary Barboza Caffarena - Perú - Paola Dellepiane Gianotti - Philippines - Joanne Santos - Ba Lan - Magdalena Pecikiewicz - Bồ Đào Nha - Adriana Iria - Puerto Rico - Desirée Lowry - Romania - Monika Grosu - Nga - Yulia Alekseeva - Seychelles - Maria Payet - Singapore - Tun Neesa Abdullah - Slovakia - Nikoleta Mezsarasova - Nam Phi - Augustine Masilela - Tây Ban Nha - María Reyes Vázquez - Sri Lanka - Shivani Vasagam - Thụy Điển - Petra Hultgren - Thụy Sĩ - Sarah Briguet - Đài Loan - Liệu Gia Nghi - Thái Lan - Phavadee Vichienrat - Trinidad và Tobago - Arlene Peterkin - Thổ Nhĩ Kỳ - Gamze Saygi - Quần đảo Turks và Caicos - Sharleen Rochelle Grant - Ukraine - Irina Chernomaz-Barabash - Uruguay - Sandra Znidaric - Hoa Kỳ - Chelsi Smith † - Quần đảo Virgin (Mỹ) - Kim Marie Ann Boschulte - Venezuela - Denyse Floreano - Zambia - Luo Trica Punabantu |

## Chú ý

### Lần đầu tham dự
- Seychelles
- Ukraine
- Zambia

### Trở lại
- Lần cuối tham gia vào năm 1978:
  -  Bonaire
- Lần cuối tham gia vào năm 1983:
  -  Indonesia
- Lần cuối tham gia vào năm 1984:
  -  Nam Phi
- Lần cuối tham gia vào năm 1992:
  -  Kenya
- Lần cuối tham gia vào năm 1993:
  -  Belize
  -  Cộng hòa Séc
  -  Nicaragua
  -  Quần đảo Virgin (Mỹ)

### Bỏ cuộc
- Argentina – Cecilia Gagliano
- Bỉ
- Honduras
- Luxembourg
- Swaziland
- Zimbabwe